# ZiŁ-115

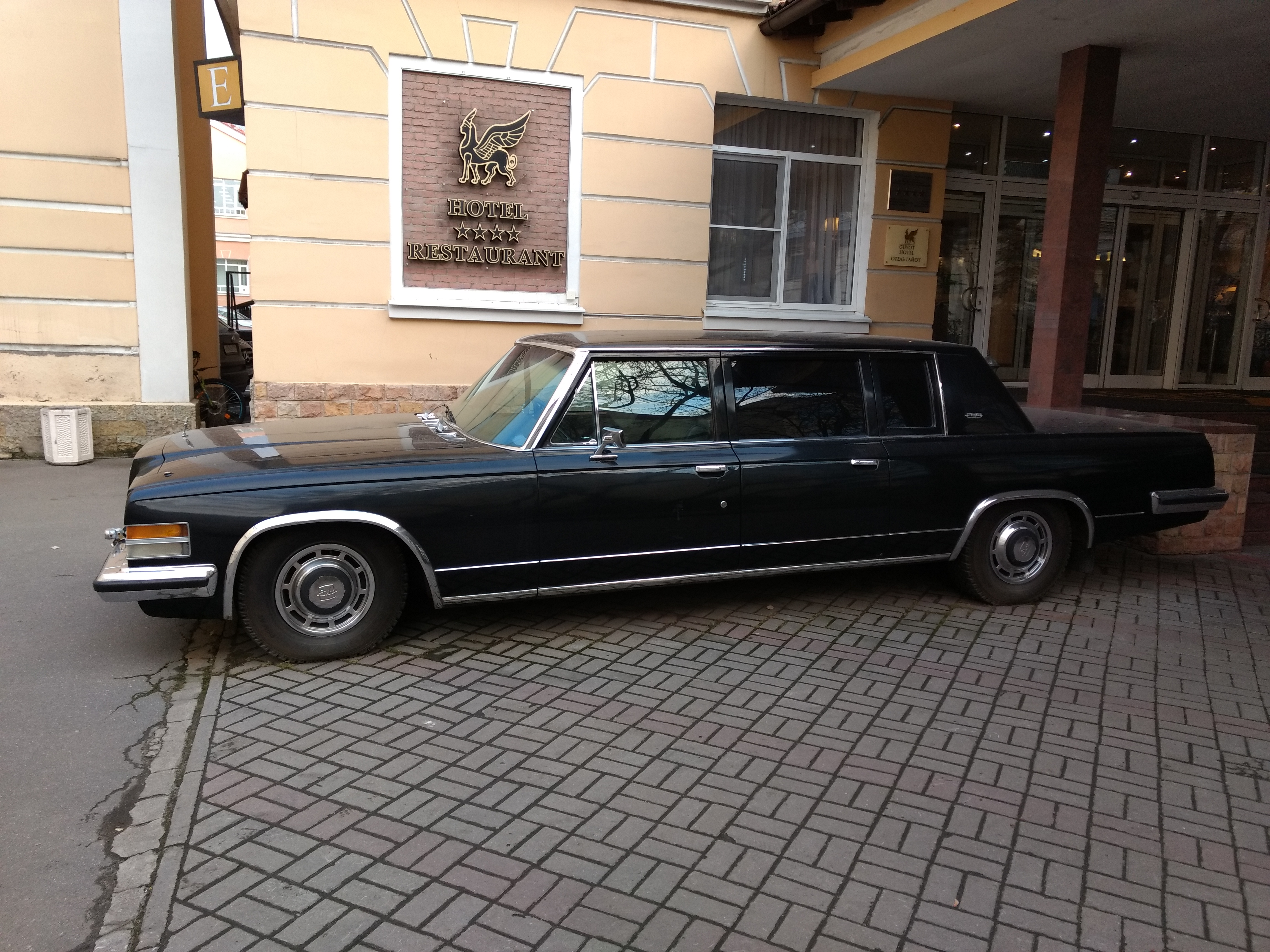

ZiŁ-115 (także ZiŁ 4104) – luksusowy samochód osobowy produkowany przez radziecką firmę ZiŁ w latach 1978-1985. Dostępny jako 4-drzwiowy sedan. Następca modelu ZiŁ-114. Do napędu użyto silnika V8 o pojemności 7,7 l. Moc przenoszona była na oś tylną poprzez 3-biegową automatyczną skrzynię biegów. Samochód został zastąpiony przez model ZiŁ-41047.

## Dane techniczne

### Silnik
- V8 7,7 l (7691 cm³), 2 zawory na cylinder, OHV
- Układ zasilania: gaźnik
- Średnica cylindra × skok tłoka: 108,00 mm × 105,00 mm
- Stopień sprężania: 9,3:1
- Moc maksymalna: 314 KM (231 kW) przy 4600 obr./min
- Maksymalny moment obrotowy: 608 N•m

### Osiągi
- Przyspieszenie 0-100 km/h: b/d
- Prędkość maksymalna: b/d